# Axiocteta turneri
Axiocteta turneri là một loài bướm đêm trong họ Erebidae.